# 조완벽
조완벽(趙完璧)은 조선의 선비이다. 진주 출신이다.
그의 일대기를 담은 《조완벽전》은 현재까지 전한다. 정유재란 때 왜군에게 일본으로 납치되어  일본 무역상에게 팔려 노예가 되었다. 한문 실력이 뛰어나 상인을 도울 수 있었다. 무역상을 따라다니며 안남(安南, 현 베트남)을 세 차례 방문할 수 있었다. 당시 베트남에는 이수광의 시가 널리 읽혔고, 이로 인해 이수광과 같은 조선 사람이라는 이유로 조완벽은 베트남 관리의 극진한 환대를 받았다. 당시 베트남에서는 조완벽을 초대하여 이수광의 시를 보여주고 이수광에 대해 질문했다. 조완벽은 포로가 된 지 10년 후에 고향으로 돌아왔고, 이 사실을 알렸고 나중에는 이수광에게까지 그 소문이 전해졌다.  이수광은 《조완벽전》을 저술하여 자신과 풍극관의 인연, 조완벽의 일대를 다루었다.

## 참고자료
- 조선 선비 조완벽 베트남을 가다, 《한국사 전》(韓國史傳) 제16회, KBS 1TV, 2007년 10월 6일.오모여ㅑ

## 전기 자료
- 이수광, 《지봉집》 권23, 조완벽전
- 정사신, 《매창집》 권4, 조완벽전
- 이준, 《창석집》 권12, 기 조완벽 견문

## 같이 보기
- 이수광